# هوموود (آلاباما)
هوموود (به انگلیسی: Homewood) شهری در شهرستان جفرسون ایالت آلاباما است که مساحت آن ۲۱٫۸۳ کیلومتر مربع است و در سرشماری سال ۲۰۱۰ میلادی، ۲۵٬۱۶۷ نفر جمعیت داشته و تراکم جمعیتی آن، ۱٬۱۵۲٫۸۶ نفر در هر کیلومتر مربع بوده است.